# Yonaguni (cheval)
Vous lisez un « bon article » labellisé en 2017.
Pour les articles homonymes, voir Yonaguni.
Le Yonaguni ou Yonaguni uma (与那国馬, littéralement cheval de Yonaguni) est une race de petits chevaux japonaise présumée ancienne, et propre à l'île de Yonaguni dans l'archipel Ryūkyū. Proche du cheval mongol et du poney coréen Cheju, le Yonaguni servait aux travaux agricoles courants avant l'arrivée de la motorisation, qui met la race en péril. Une association se constitue pour sa sauvegarde en 1975, mais le nombre d'animaux reste très faible, si bien qu'il est considéré comme une race locale en danger critique d'extinction.
Malgré sa taille réduite, le Yonaguni est considéré localement comme un « petit cheval », et non comme un poney. Animal doux habitué aux contacts humains, il vit le plus souvent en semi-liberté sur son île. Il peut être monté pour des courses au trot, y compris par des personnes adultes pesant moins de 70 kg. En 2016, 130 individus perdurent dans leur biotope originel, le nord et l'est de Yonaguni.

## Histoire
La race porte également les noms de Liukiu et Ryukyu, provenant de celui du biotope, l'Archipel Ryūkyū. Malgré les recherches effectuées, il existe peu d'informations fiables quant à l'origine de ces chevaux, les données étant contradictoires. Une étude génétique menée en 1983 a permis de déterminer une proximité avec la race voisine du Cheju, : il semble alors que, comme tous les autres chevaux natifs japonais, le Yonaguni descende de chevaux mongols qui ont transité par la Corée. Une étude plus récente (1994) souligne que l'origine des chevaux japonais est à chercher parmi les chevaux natifs chinois. La croyance locale veut que ces animaux aient été amenés sur l'île de Yonaguni, qui est à 125 km des côtes de Taïwan, il y a environ 2 000 ans, pendant la période Jōmon, des recherches archéologiques menées dans les années 1950 et 1960 évoquant plutôt la période du Jōmon tardif, environ 200 ans avant notre ère, suivant la conclusion du Pr Hayashida. En 1976, une étude par typage sanguin avait permis de tirer une conclusion différente, à savoir que ces chevaux semblent descendre d'animaux provenant des îles principales du Japon, et dont la taille s'est réduite de génération en génération du fait de la sélection naturelle insulaire. En 2007, dans le cadre d'une analyse moléculaire de l'ADN mitochondrial, Hironaga Kakoi et son équipe synthétisent ces différentes sources et postulent que la race descendrait de chevaux mongols, sans que cela permette de savoir s'ils ont transité par la Chine ou la Corée, voire par les îles principales du Japon, avant d'être amenés sur Yonaguni. La race appartient au même cluster de gènes que les races Misaki et Tokara, ainsi que peut-être du Noma.
La première source écrite au sujet des chevaux de Yonaguni, d'origine coréenne, est datée de 1479 et fait état de consommation de viande de cheval et de bœuf parmi les habitants de l'île. L'interprétation de cette source fait débat, certaines allant dans le sens que les habitants possédaient déjà des chevaux à cette époque, d'autres que non. Il est possible que ces animaux aient été amenés par bateaux depuis l'île voisine d'Okinawa. Quoi qu'il en soit, de petits chevaux ont vécu de façon isolée sur l'île de Yonaguni sur plusieurs générations,, et semblent avoir été exportés vers la Chine.

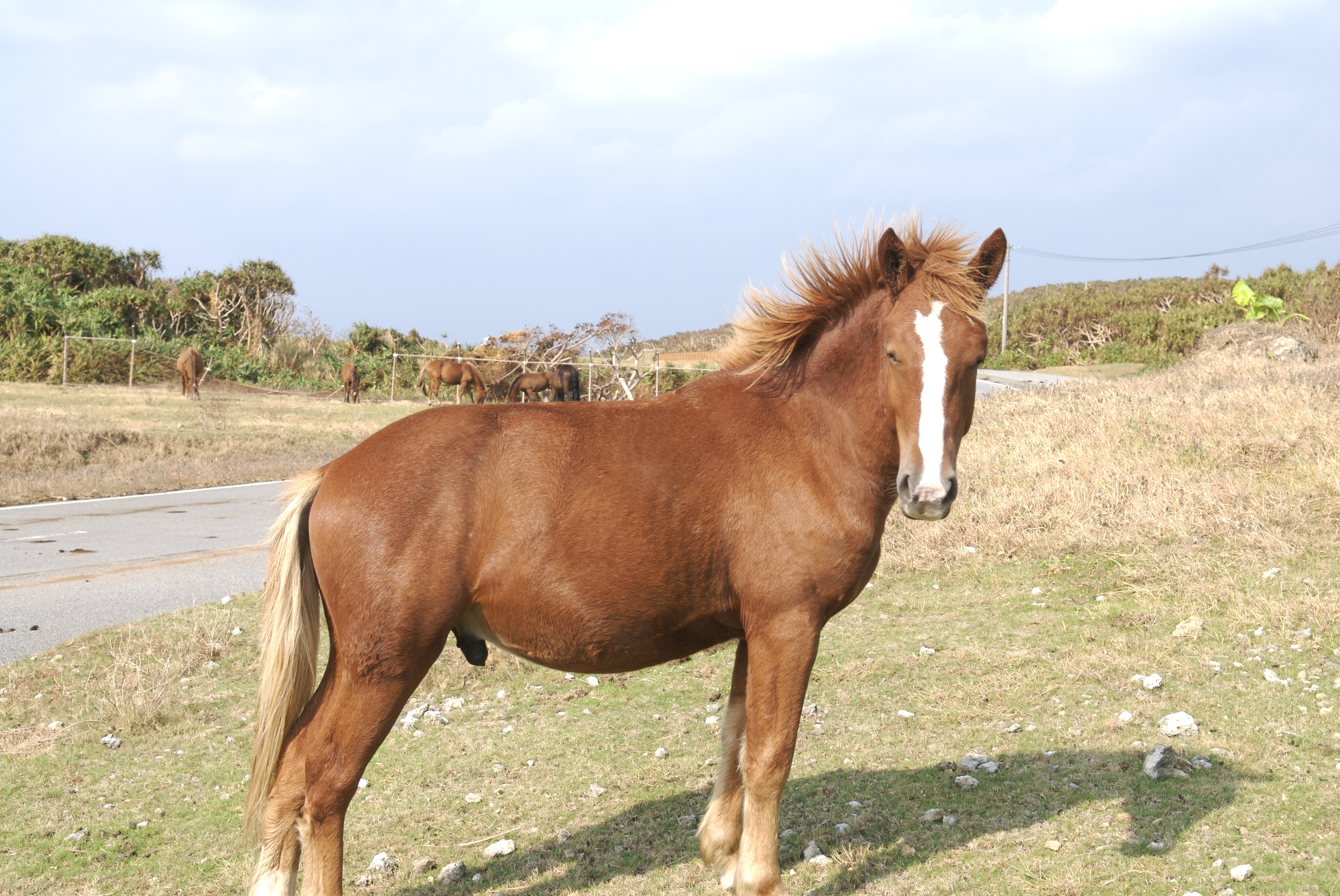
Sujet alezan.

Le Yonaguni était jadis mis au travail au labour et au transport en fonction des besoins de la maisonnée, chaque ferme de l'île ayant un ou deux de ces équidés à disposition. Une bride spécifique munie d'une rêne unique était confectionnée pour la mise au travail de ces animaux. En 1939, un plan d'amélioration d'élevage est promulgué au Japon dans le but de produire des chevaux de guerre de plus grande taille, mais le Yonaguni est exclu de ce plan, ce qui permet à la race de perdurer dans son type originel. La motorisation des transports et de l’agriculture diminue la nécessité de posséder un cheval, et les effectifs de la race chutent faute de besoins. Cette chute d'effectifs est d'autant plus importante dans les années 1970 et 1980 que les chevaux ne sont pas élevés pour leur viande, et n'ont donc plus aucune utilité économique. En 1975, une association est créée localement pour permettre la sauvegarde de la race. L'année suivante, seuls 70 spécimens sont recensés. En 2002, le Yonaguni est considéré comme en danger critique d'extinction.

## Description

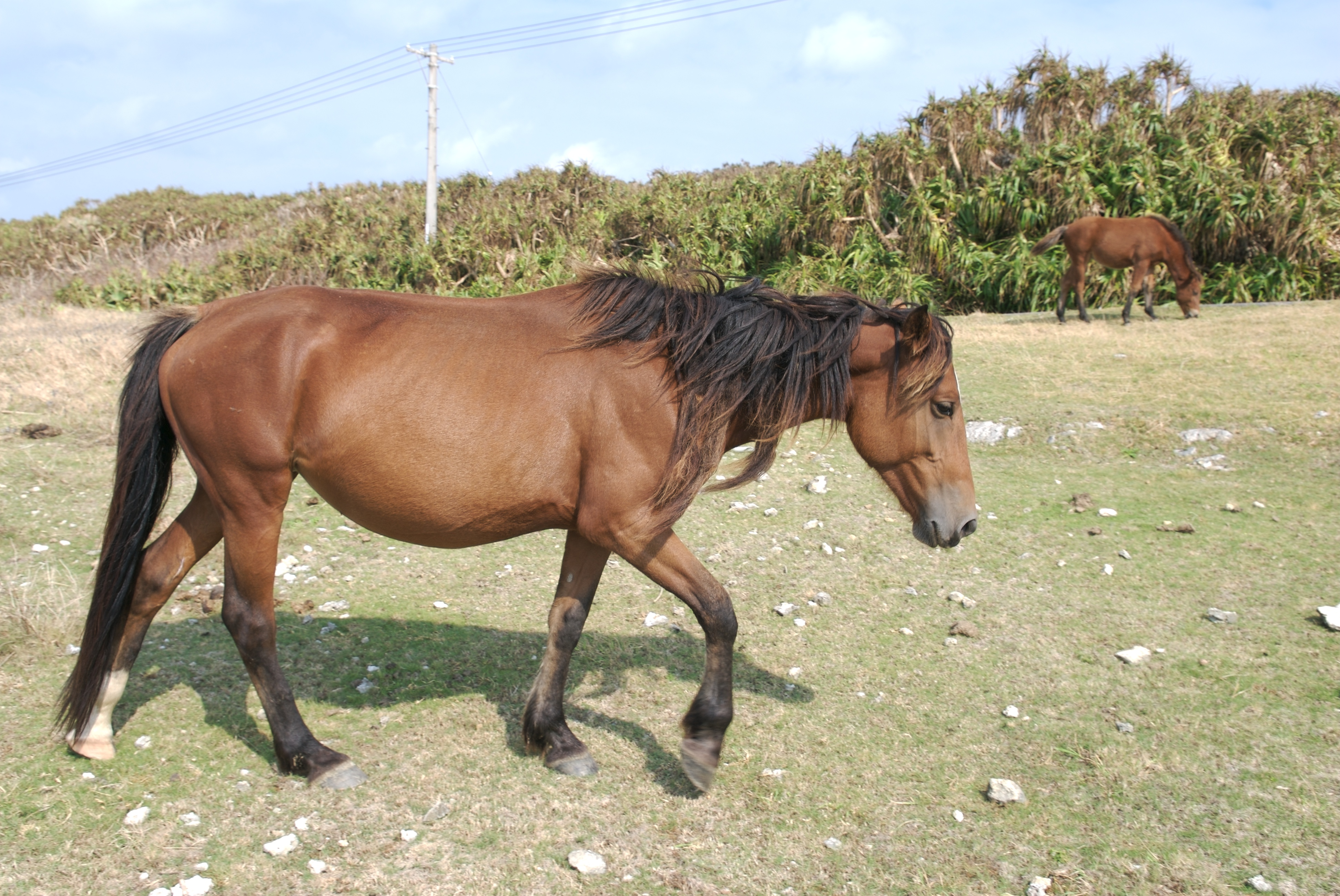
Sujet bai.

Comme toutes les races équines natives du japon, il appartient au groupe des poneys du Sud-Est asiatique et, parmi celui-ci, au sous-groupe des poneys des îles japonaises, de plus petite taille,. Il est notamment proche des races Tokara et Miyako, et présente une convergence génétique avec le poney thaïlandais. D'après les données de DAD-IS, la taille moyenne des femelles est de 1,16 m, celle des mâles étant de 1,20 m. L'étude de l'université d'Oklahoma indique une fourchette de 1,02  à   1,22 m. Un étalon âgé de quatre ans a été pesé à 184 kg. Malgré son gabarit réduit et sa classification internationale, il est considéré localement comme un « petit cheval », et non comme un poney.
La tête, large, a des yeux bien placés et est surmontée de petites oreilles. L'encolure est courte et épaisse. Les épaules sont le plus souvent droites. Le dos, assez long, rejoint une croupe plutôt droite, avec une queue attachée haut. Les cuisses sont assez légères, les membres peuvent être panards (tournés vers l’extérieur). Les sabots, longs-jointés, sont particulièrement durs. La robe est le plus souvent alezane.
Le Yonaguni est doux de nature, et se montre courageux et dur à la tâche. Il est souvent élevé dans les mêmes pâturages que le bétail, en semi-liberté. Son biotope est de nature subtropicale. D'après une étude de la gestion temporelle menée sur une jeune jument et un étalon adulte en juin et en octobre, en moyenne, un Yonaguni passe 830  à   848 minutes à brouter, 415  à   490 minutes à dormir, et 50  à   71 minutes à se toiletter, y compris en compagnie d'autres chevaux. Les Yonaguni ont la particularité de dormir contre de petits arbres, généralement vers deux heures de l'après-midi.
La plupart des sujets sont sauvages et vivent en liberté sur l'île sans être exploités par l'homme. Cependant, les chevaux sont habitués aux contacts humains et peuvent être approchés, nourris ou touchés. Une fois par an, l'état de santé du cheptel est vérifié et des vermifuges sont administrés.
En 2001, la publication d'une étude sur la présence de la bactérie Rhodococcus equi a permis de constater l'absence de cette bactérie chez les chevaux de Yonaguni. Bien que le cheptel soit très réduit, la diversité génétique du Yonaguni est globalement meilleure que chez les autres races équines natives du Japon, avec notamment une absence de goulot d'étranglement génétique. Quatre à cinq sous-populations sont identifiées, pour seulement deux haplotypes.

## Utilisations

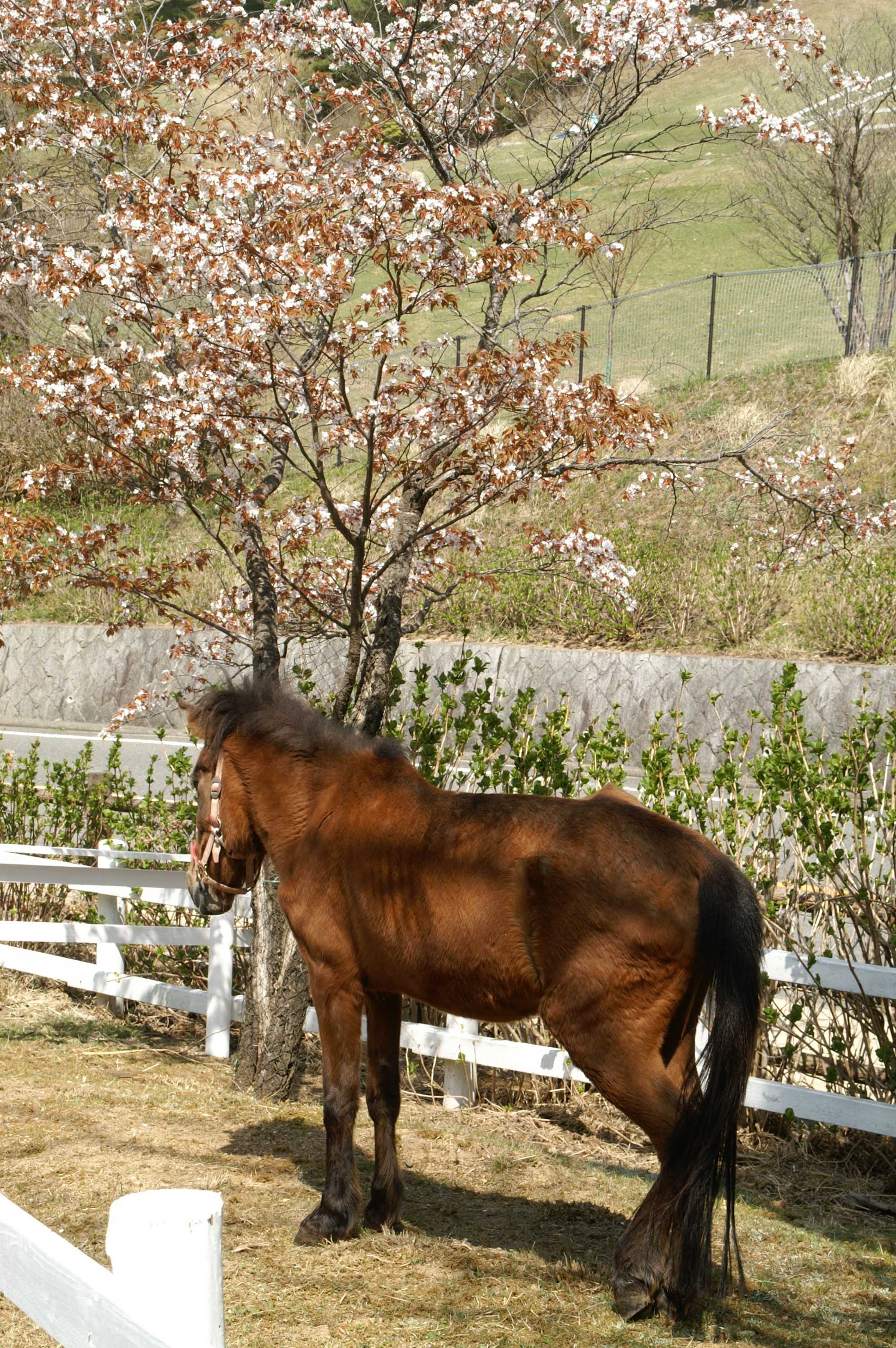
Yonaguni bridé dans une pâture.

Dans les années 1970, le Yonaguni était souvent utilisé pour les travaux de ferme, quoique moins populaire que le bœuf pour le labour. Il était fréquent que les enfants se rendent à l'école sur le dos de ces montures. Désormais, il peut être monté pour les sports équestres, en équitation sur poney, et est également apte à la traction. Traditionnellement, ces poneys sont montés en tant que trotteurs, y compris par des personnes adultes. Dans le cadre d'une recherche de respect du bien-être du cheval, une étude a été menée sur la capacité de charge d'un mâle adulte mesurant 1,22 m. Il est recommandé de ne pas dépasser une charge de 70 kg au trot, représentant 33 % du poids total du cheval testé.

## Diffusion de l'élevage
Le Yonaguni est considéré par l'étude de l'université d'Uppsala menée pour la FAO (2010) comme une race locale en danger critique d'extinction, faisant l'objet de mesures de protection. Ce poney n'est présent que sur l'île de Yonaguni-jima, dépendant de la préfecture d'Okinawa. Il existe en 2014 deux hardes sur cette île. Une zone d'environ 490 hectares leur est réservée. D'autre part, les chevaux sont élevés dans trois pâturages communs à l'extérieur de 24 exploitations. La population est considérée comme stable, et le comptage comme fiable. La préservation via une banque de données génétiques a été préconisée en 1995.
| Année                       | 1991 | 1998 | 2006 | 2007 | 2008 | 2012 | 2014        | 2016 |
| --------------------------- | ---- | ---- | ---- | ---- | ---- | ---- | ----------- | ---- |
| Nombre d'individus recensés | 112  | 100  | 94   | 85   | 85   | 120  | Environ 100 | 130  |

En 2016, dans le cadre de la publication d'une étude sur la diversité génétique, 130 têtes sont dénombrées. Les poneys sont principalement répartis dans des ranches du nord et de l'est de l'île. Pour prévenir le risque d'extinction en cas de problèmes sur l'île, quelques sujets sont présents dans des zoos japonais, comme le zoo et muséum d'Okinawa, avec d'autres races d'animaux rares endémiques des petites îles japonaises.